# Det händer bara andra
Det händer bara andra (franska: Ça n'arrive qu'aux autres) är en fransk dramafilm från 1971 regisserad av Nadine Trintignant.
Filmen handlar om ett ungt par (spelade av Catherine Deneuve och Marcello Mastroianni) vars liv förändras när de förlorar sin nio månader gamla dotter. Filmen är baserad på Trintignants egna upplevelser efter det att hennes inte ens ett år gamla dotter Pauline dog 1969.